# 亞歷山德魯·薩特馬雷努
亞歷山德魯·斯特凡·薩特馬雷努（羅馬尼亞語：Alexandru Ștefan Sătmăreanu，1952年3月9日—）是一名羅馬尼亞前足球運動員，司職後衛。

## 足球會生涯
亞歷山德魯·薩特馬雷努出生於奧拉迪亞，在他的家鄉Crişul開始了他的職業生涯，並與他一起成功晉級了甲級聯賽。1971年，他去了布加勒斯特迪納摩，幫助球隊贏得了三個聯賽冠軍。1979年，他代表迪納摩參加了歐洲聯盟杯對陣法蘭克福的比賽后，非法留在法蘭克福並與史特加體育會簽約，當時羅馬尼亞共產主義政權期間，不允許逃離該國。在的德甲聯賽中度過了兩個賽季後，薩特馬雷努前往美國的北美足球聯盟球隊勞德代爾堡前鋒隊踢球，在那裡他以亞歷山大·薩特馬爾的名字而聞名。 結束職業生涯後，薩特馬雷努在德國和盧森堡擁有多家企業，同時擔任和睦特里爾的教練和總裁以及Bihor Oradea的總裁。

## 榮譽

### Crișul Oradea
- 羅馬尼亞足球乙級聯賽：1970年－1971年[4]

### 布加勒斯特戴拿模
- 羅馬尼亞足球甲級聯賽：1972年－1973年、1974年－1975年、1976年－1977年[4]
- 華倫西亞海岸獎盃（西班牙语：Trofeo Costa de Valencia）：1978年[11]

### 羅馬尼亞
- 巴爾幹盃：1977年－1980年；亞軍：1973年－1976年[1]

## 外部連結
- Fort Lauderdale Strikers stats （页面存档备份，存于）